# Daniel Hägele
Daniel Hägele (* 23. Februar 1989 in Schwäbisch Gmünd) ist ein deutscher Fußballspieler. Er ist defensiv sowohl in der Verteidigung als auch im Mittelfeld einsetzbar und steht bei den Würzburger Kickers unter Vertrag.

## Karriere
2007 wechselte Hägele aus der U19 des SSV Ulm 1846 zum VfR Aalen. Bei diesem wurde er vor allem in der zweiten Mannschaft eingesetzt. In der Saison 2008/09 spielte er jedoch auch für die erste Mannschaft in der 3. Liga. Im Sommer 2010 ging er zurück nach Ulm. Nach einem halben Jahr ging er zur SG Sonnenhof Großaspach. Im Sommer 2013 wurde Hägele zudem zum Mannschaftskapitän der Großaspacher ernannt. Mit dem Verein feierte er 2014 als Meister der Regionalliga Südwest den Aufstieg in die 3. Liga. Für den Verein stand der Defensivspieler in sieben Jahren in 220 Pflichtspielen (11 Tore) auf dem Feld.
Zur Saison 2018/19 wechselte er zu den Würzburger Kickers und unterschrieb einen bis Juni 2020 gültigen Vertrag. Ab dem 9. Spieltag stand Hägele immer in der Startelf und hatte einen erheblichen Anteilen daran, dass Würzburg die fünftwenigsten Gegentreffer hinnehmen musste. Zeitweise trug er auch bei den Franken die Kapitänsbinde.

## Erfolge
- Meister mit der SG Sonnenhof Großaspach in der Regionalliga Südwest und Aufstieg in die 3. Liga: 2014
- Aufstieg mit den Würzburger Kickers in die 2. Bundesliga: 2020